# کژچونوف دروگی
کژچونوف دروگی (به لهستانی:  Krzczonów Drugi) یک روستا در لهستان است که در گمینا کژچونوو واقع شده‌است.